# Jo, the Wanderer's Boy
Jo, the Wanderer's Boy è un cortometraggio muto del 1912 diretto da Warwick Buckland.
Si conoscono pochi dati del film che, prodotto dalla Hepworth, fu distrutto nel 1924 dallo stesso produttore, Cecil M. Hepworth. Fallito, in gravissime difficoltà finanziarie, il produttore pensò in questo modo di per poter almeno recuperare il nitrato d'argento della pellicola.

## Trama
Un artista salva dal fiume quello che crede essere il figlio di un bracconiere, ma poi scopre che il supposto ragazza è, invece, una ragazza.

## Produzione
Il film fu prodotto dalla Hepworth.

## Distribuzione
Distribuito dalla Hepworth, il film - un cortometraggio di una bobina - uscì nelle sale cinematografiche britanniche nell'ottobre 1912.